# Hjejleselskabet
Hjejleselskabet, eller A/S Hjejlen, är ett danskt rederi. Det hyr ut en flotta på nio passagerarbåtar till Stiftelsen Hjejleselskabet, vilket trafikerar Silkeborgsøerne. A/S Hjejle och Hjejleselskabet är mest kända för hjulångaren S/S Hjejlen som byggdes år 1861 för att segla till och från Silkeborg.
Michael Drewsen grundade Hjejleselskabet 1861 för att inköpa och driva ett ångfartyg med utgångspunkt i Silkeborg. Vid denna tidpunkt var järnvägen inte utbyggd till Silkeborg, en stad med knappt 2.000 invånare. 
År 2008 övertog rederiet Ry Turistbåde i Ry, med båtarna Turisten (tidigare Maagen) och Viking.
De 300 aktierna i Hjejlen A/S ägs av 220 aktieägare, varav den största är Silkeborgs kommun med 60 aktier.

## Båtar
- 1861 S/S Hjejlen
- 1896 S/S Ternen, från 1922-1923 M/S Ternen
- 1903 Maagen, numera M/S Turisten
- 1909 S/S Hejren, från 1965 M/S Hejren
- 1920 M/S Falken
- 1947 M/S Tranen
- 1948 M/S Rylen
- 1996 Mågen
- 2008 M/S Viking, byggd 1923 och övertagen från Ry Turistbåde 2008

## Bildgalleri

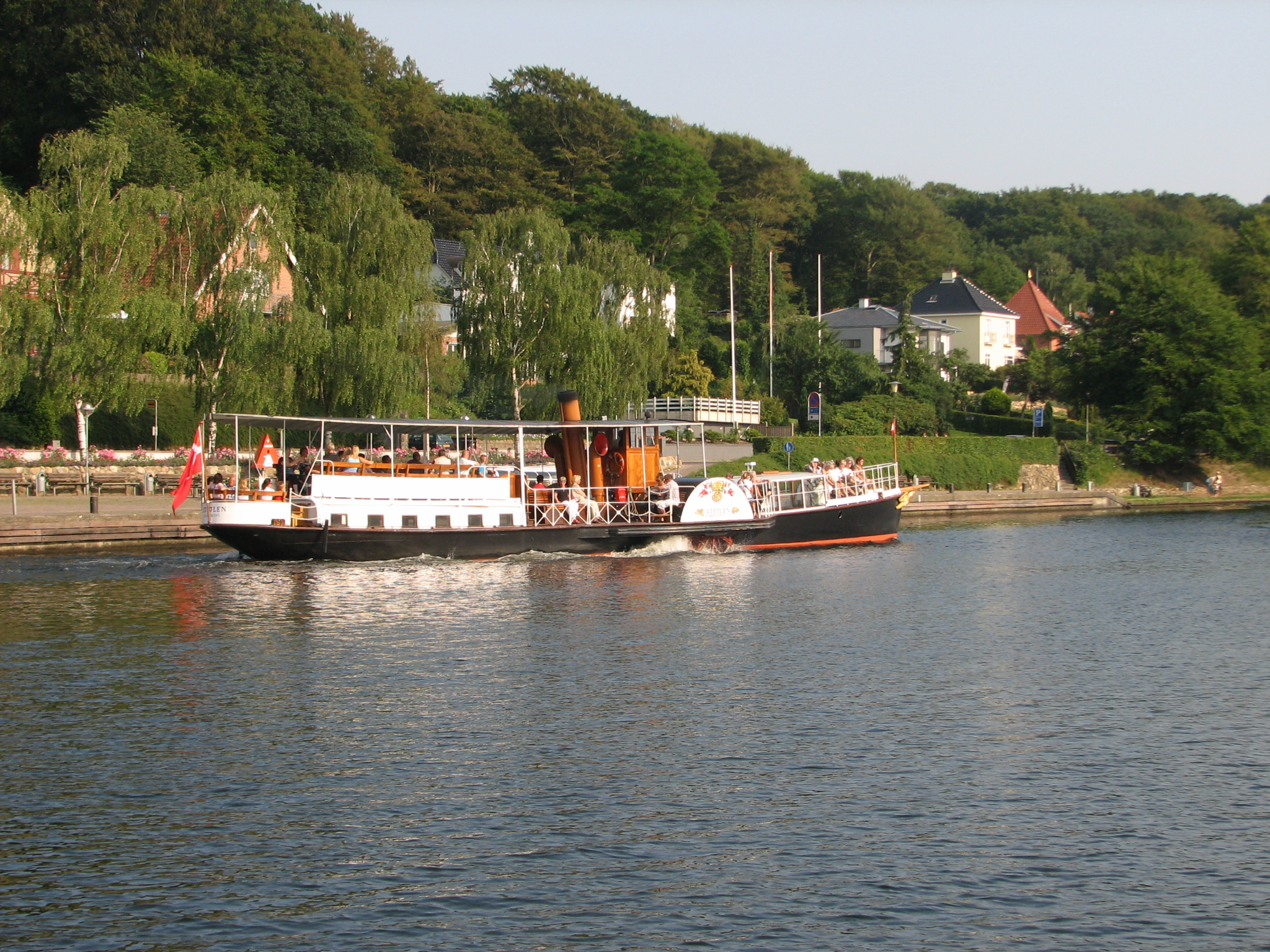
Silkeborgs hamn med S/S Hjejlen
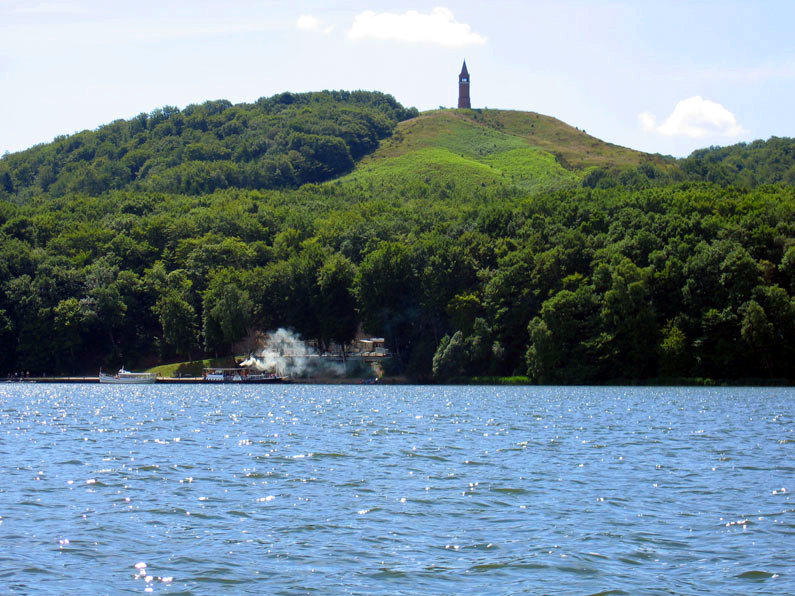
Himmelbjerget, med Hjejlen i förgrunden
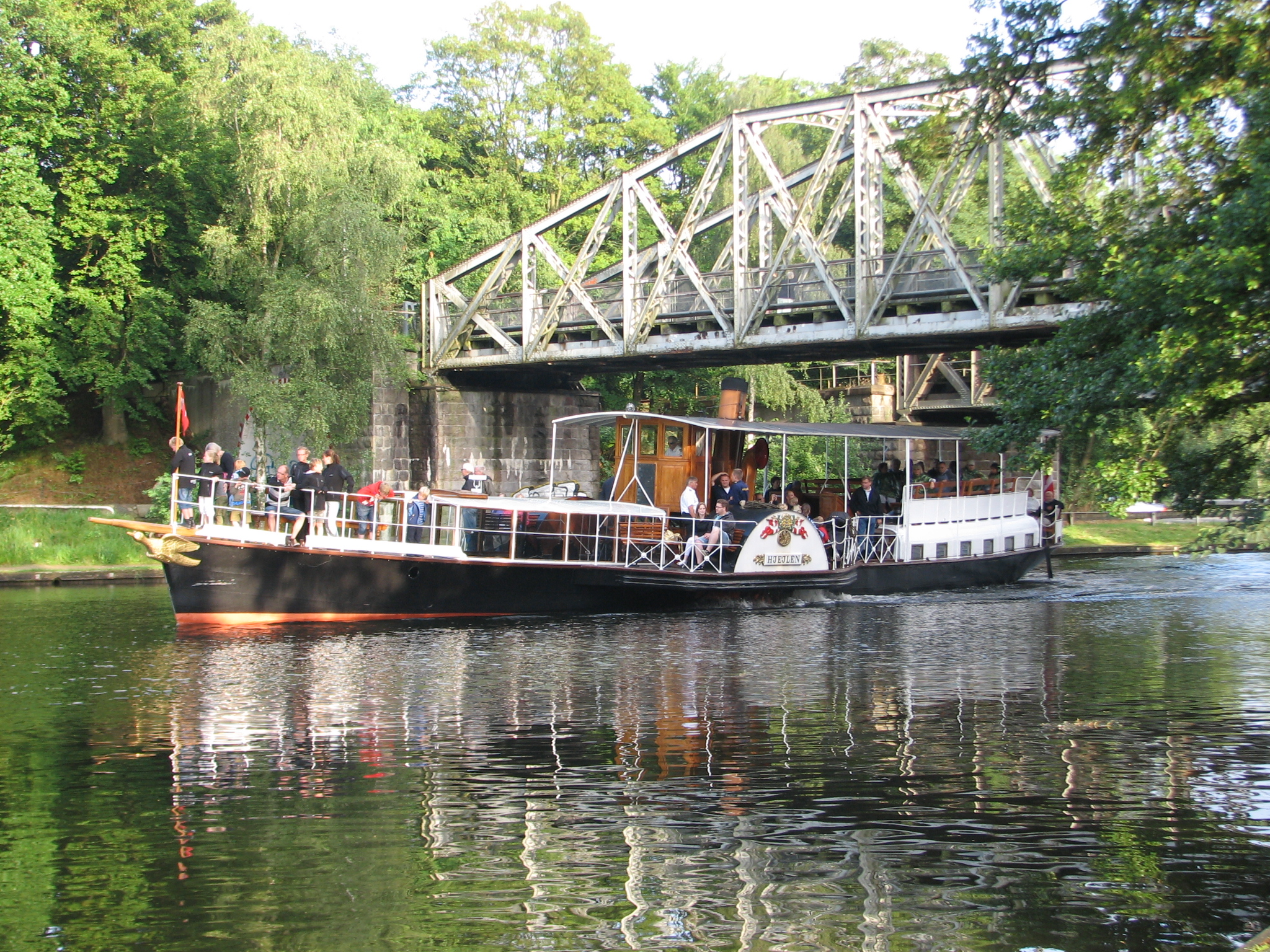
Hjejlen under fotgängarbron över Remstrup Å